# Chinophrys
Genre
Chinophrys est un genre d'araignées aranéomorphes de la famille des Salticidae.

## Distribution
Les espèces de ce genre se rencontrent en Chine, à Taïwan, au Viêt Nam et en Afrique du Sud.

## Liste des espèces
Selon World Spider Catalog (version 23.0, 05/06/2022) :
- Chinophrys liujiapingensis (Yang & Tang, 1997)
- Chinophrys mengyangensis Cao & Li, 2016
- Chinophrys pengi Zhang & Maddison, 2012
- Chinophrys pulcra Logunov, 2021
- Chinophrys shennongjia Yu & Zhang, 2022
- Chinophrys taiwanensis (Peng & Li, 2002)
- Chinophrys trifasciata Wesołowska, Azarkina & Russell-Smith, 2014
- Chinophrys wuae (Peng, Tso & Li, 2002)

## Systématique et taxinomie
Ce genre a été décrit par Zhang et Maddison en 2012 dans les Salticidae.

## Publication originale
- Zhang & Maddison, 2012 : « New euophryine jumping spiders from Southeast Asia and Africa (Araneae: Salticidae: Euophryinae). » Zootaxa, no 3581, p. 53-80.